# 市厅站 (釜山广域市)
市廳站（：／ Sicheong yeok */?）副站名蓮堤，是釜山地鐵1號線沿線的一座地下車站，位於韓國釜山廣域市蓮堤區蓮山洞。

## 車站構造
站體為2面2線側式月台的地下車站，候車月台設有月台幕門，並有8處出口。
本站可通過候車室轉乘對向列車。

### 月台配置
| 楊亭 ↑ |
| \| 上  |
| ↓ 蓮山 |

| 月台 | 路線               | 目的地                         |
| ---- | ------------------ | ------------------------------ |
| 上行 | ●釜山都市铁道1号线 | 多大浦海水浴場方向             |
| 下行 | ●釜山都市铁道1号线 | 蓮山、東萊、釜山大學、老圃方向 |

## 歷史
- 1985年7月19日：落成啟用。

## 車站周邊
- 蓮山交叉路
- 東義醫院
- 釜山市政府（朝鲜语：부산광역시청）
- 釜山市警察廳
- 釜山市自來水事業本部
- 釜山市選舉管理委員會
- 釜山地方勞動廳
- 國民年金公團釜山地域本部

## 相片

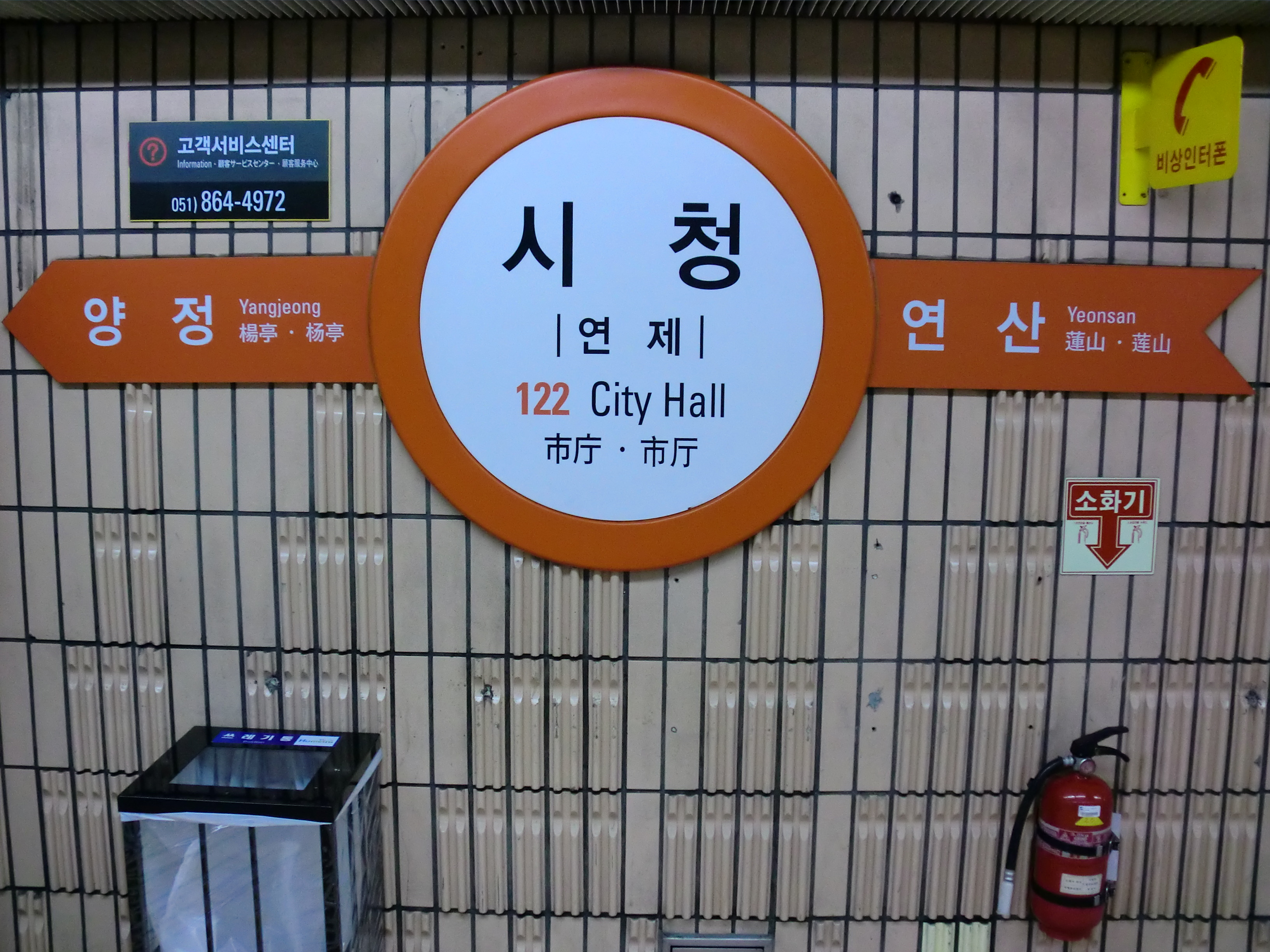
站名牌
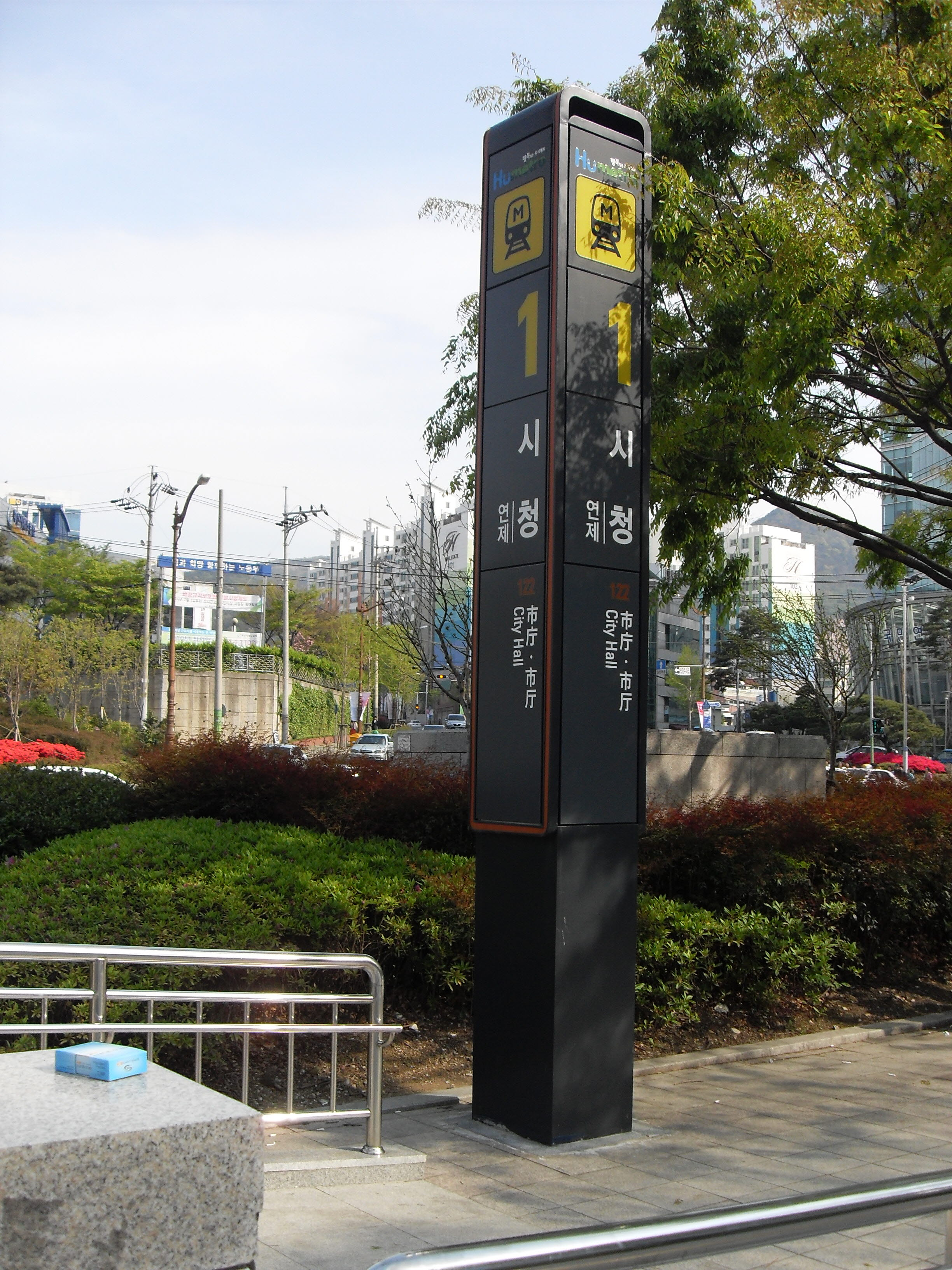
1號出口站牌
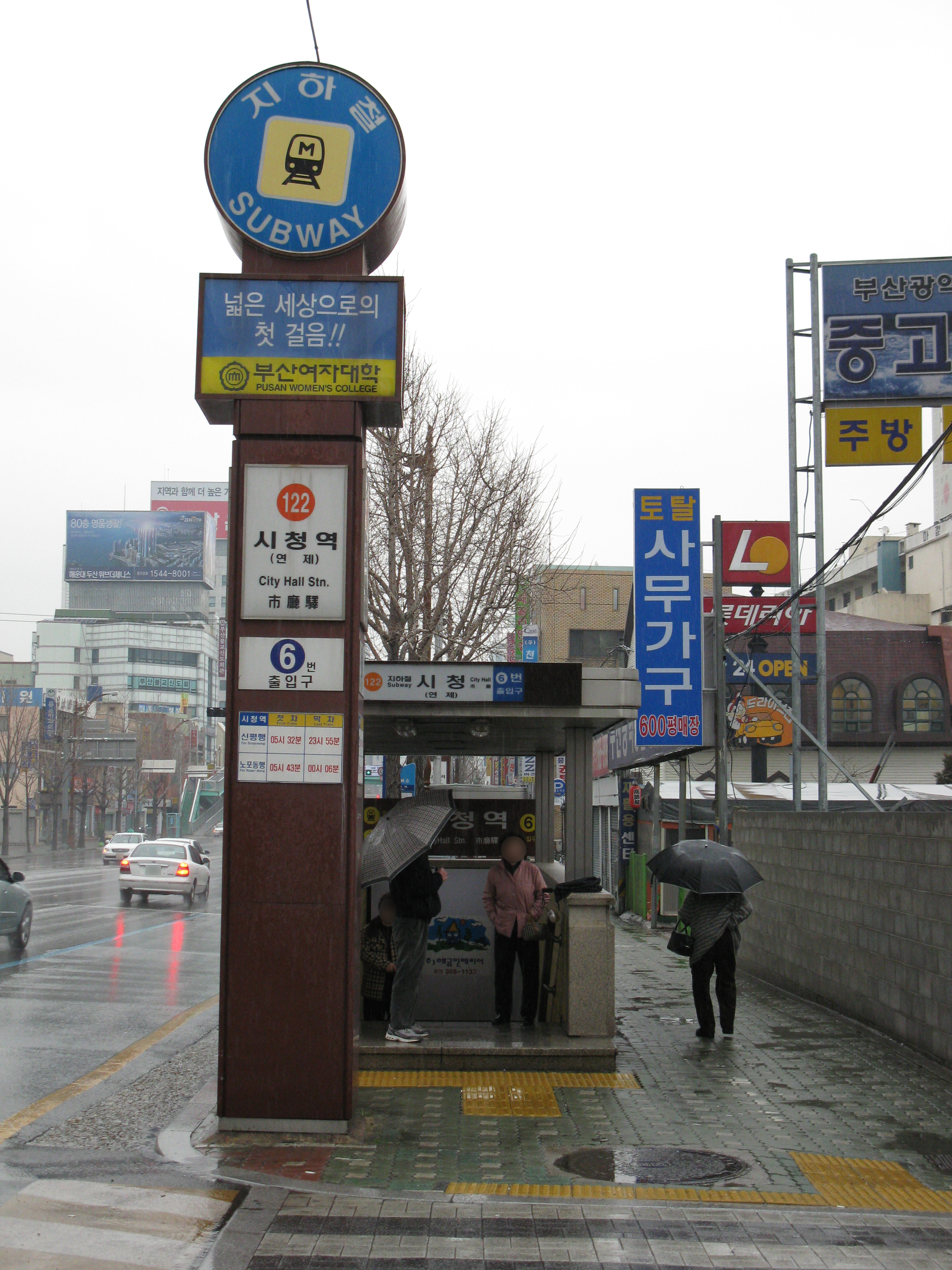
6號出口
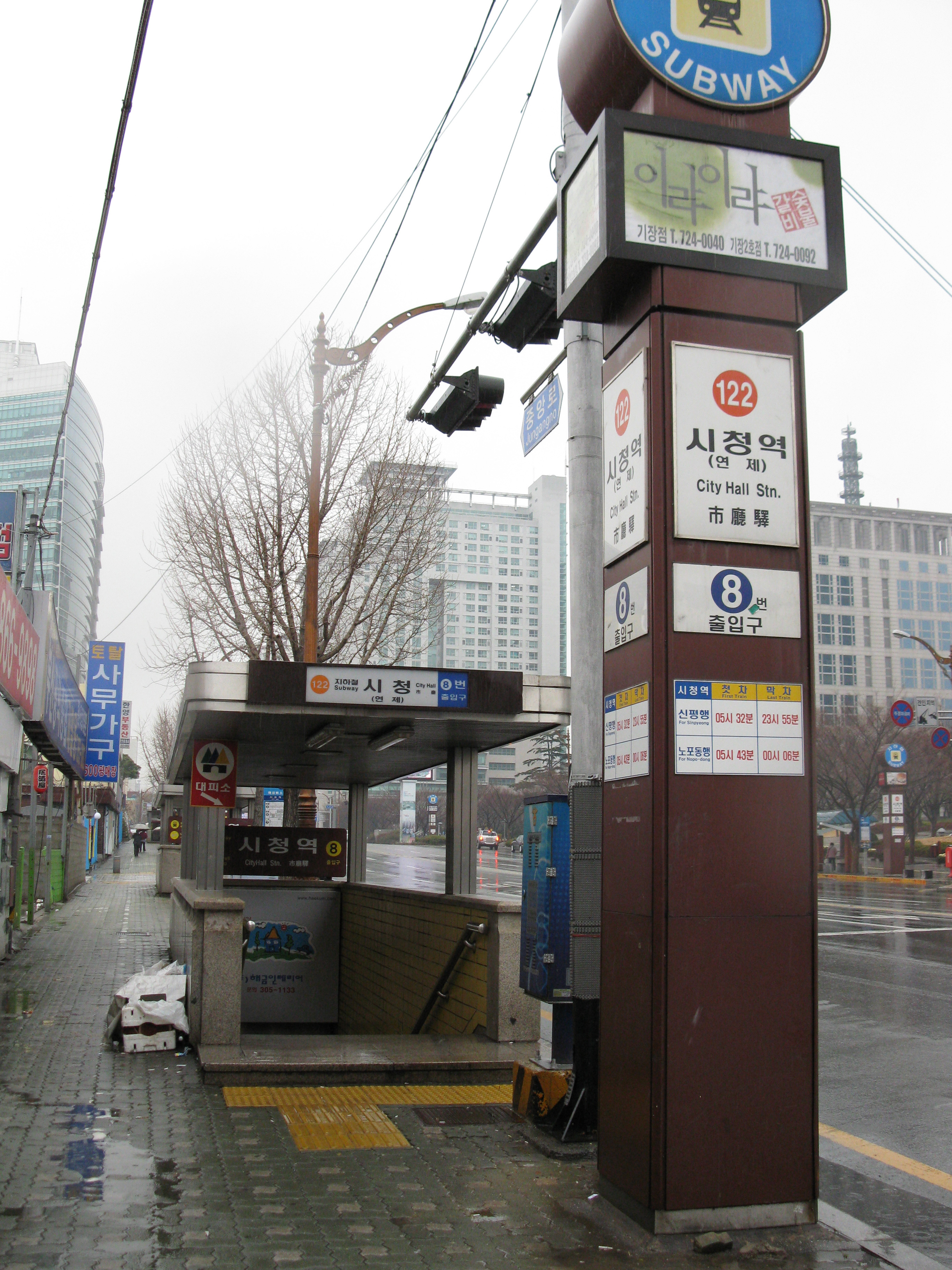
8號出口

## 相鄰車站
釜山交通公社
●釜山都市铁道1号线
楊亭（121）－市廳（122）－蓮山（123）